# Sabina Welser
Pour les articles homonymes, voir Welser.
Sabina Welser, ou Sabina Welserin, ayant vécu au XVIe siècle, est une écrivaine allemande, auteure d'un livre de cuisine.
Aucune date de vie n'est connue à son sujet, excepté l'année 1553 qu'elle-même indique dans la brève introduction à sa collection de recettes. Les Welser sont une famille patricienne de marchands d'Augsbourg et de Nuremberg, présents à Augsbourg depuis au moins 1246. Sabina Welser est peut-être la fille d'Ulrich Welser, née en 1532, qui a épousé Conrad Voehlin d'Augsbourg en 1550 et est décédée en 1559 à Memmingen. Une autre possibilité est qu'elle soit la fille d'Anton Welser et Felicitas Baumgartner, née en 1515, mariée au Nurembergeois Leonhard Hischvogel en 1535, divorcée en 1539 et morte en 1576.
La collection de recettes de Sabina Welser est publiée en 1980 chez Hugo Stopp sous le titre Das Kochbuch der Sabina Welserin comprenant l'original et la nouvelle traduction en haut allemand moderne.